# Дикий Запад Эдинбурга
Дикий Запад Эдинбурга (также известный как Эль-Пасо) — переулок в районе Морнингсайд в Эдинбурге, Шотландия, который был украшен фасадами в стиле американского старого Запада в качестве рекламы местной мебельной компании. Хотя с тех пор он пришёл в упадок, он стал неформальной туристической достопримечательностью.

## История
Идея создания такого места принадлежит Майклу Фолкнеру, сыну Брайана Фолкнера, который стал бароном Фолкнером Даунпатрикским после того, как был последним премьер-министром Северной Ирландии. Майкл Фолкнер работал ковбоем в Северной Америке, прежде чем повредил спину, упав с лошади. Он переехал в Эдинбург и основал Pine Country, мебельный магазин в переулке у Спрингвэлли-Гарденс в Морнингсайде, куда можно было попасть, пройдя через многоквартирный дом.
Фолкнер расширился и открыл второй магазин на этом месте, The Great American Indoors, продавая мебель в стиле Пуэбло. В начале 1990-х он решил возвести фасады в стиле дикого запада на переулке в качестве рекламы для магазина и в качестве напоминания о времени, проведённом в Северной Америке. Работы были выполнены двумя инженерами, которые работали над аналогичными конструкциями в парижском Диснейленде. Магазин закрылся, а Фолкнер обанкротился после открытия магазина IKEA в Эдинбурге в 1999 году. Сейчас на этой улице находятся гаражи и мастерские. Фасады с тех пор пришли в упадок, но стали неофициальной туристической достопримечательностью и даже упоминаются на Tripadvisor.

## Описание
На участке есть фасады тюрьмы, магазина, билетной кассы, кузницы и салун. Изначально там также была железнодорожная станция. На участке также есть фреска на тему коренных американцев. Здания, которые закрывают фасады, используются как художественные студии, галереи и квартиры. Салун скрывает пожарный выход библиотеки Морнингсайд.

## Дальнейшее чтение
- Clark, John Paul (26 декабря 2023). Edinburgh's abandoned Wild West 'cowboy town' is one of the city's best kept secrets. Edinburgh Live (англ.). Дата обращения: 23 сентября 2024.